# Manuel Mark
Manuel Mark (* 10. November 1985 in St. Johann in Tirol) ist ein österreichischer Taekwondoin. Er startet in der Gewichtsklasse bis 74 Kilogramm.
Mark bestritt seine ersten Titelkämpfe bei der Juniorenweltmeisterschaft 2002 in Iraklio, wo er ins Viertelfinale einziehen konnte. Im Erwachsenenbereich debütierte er bei der Weltmeisterschaft 2005 in Madrid. Mit drei Siegen kam er bis ins Achtelfinale. Mark nahm auch an der Europameisterschaft in Riga teil und schaffte mit dem Viertelfinaleinzug ein gutes Ergebnis. Die ersten internationalen Medaillen konnte er in der Klasse bis 72 Kilogramm bei der Europameisterschaft 2008 in Rom und in der Klasse bis 74 Kilogramm 2010 in Sankt Petersburg gewinnen. Er erreichte bei beiden Europameisterschaften das Finale, wo er gegen Rıdvan Baygut unterlag und die Silbermedaille errang. Mit dem Einzug ins Viertelfinale bei der Weltmeisterschaft 2011 in Gyeongju erzielte er sein bislang bestes WM-Ergebnis.
Die Teilnahme an Olympischen Spielen verpasste Mark zweimal knapp. Jeweils im Viertelfinale der Europaqualifikation unterlag er 2008 in Istanbul gegen Dennis Bekkers und 2012 in Kasan gegen Michał Łoniewski.
Mark begann mit sieben Jahren in einem Verein seiner Heimatstadt mit dem Taekwondo. Im Jahr 2005 wurde er als Sportsoldat ins Heeressportzentrum in Innsbruck berufen. Mark hat eine Ausbildung zum Fliesenleger abgeschlossen, seit 2011 studiert er Informatik an der Fernuniversität in Hagen.
Am 24. August 2012 beendete er seine sportliche Karriere. Seit 2014 ist Mark Bundestrainer von Österreich.